# Lappnäbbmus
Lappnäbbmus (Sorex caecutiens) är en art i familjen näbbmöss som förekommer från norra Skandinavien till Stilla havet och Japan.

## Kännetecken
Vuxna djur blir mellan 45 och 70 millimeter långa och därtill kommer en upp till 45 millimeter lång svans. Vikten ligger mellan tre och sju gram. Pälsens bruna ovansida är tydlig avskild från den vitaktiga undersidan. Arten har en påfallande lukt.
Lappnäbbmusen har nästan samma utseende som Sorex tundrensis men båda arter skiljer sig tydlig i sina genetiska egenskaper. I överkäken förekommer, förutom framtänder och kindtänder, fem enkla tänder med en spets. Den första och den andra av dessa tänder har ungefär samma storlek, den tredje och den fjärde är också lika stora men mindre än de första två. Den femte är bara en liten nål.

## Utbredning och habitat
Denna näbbmus lever främst i norra Eurasiens barrskogsregioner och i angränsande areal. Söderut finns arten till Kazakstan och norra Kina. Den håller sig borta från jordbruksområden men kan uppsöka hus och ladugårdar på vintern.

## Levnadssätt
Arten är huvudsakligen aktiv sent på kvällen men den syns även på dagen. Liksom hos andra näbbmöss finns olika bon där den bland annat föder sina ungar.
Födan utgörs främst av insekter och deras larver samt i viss mån av spindlar, mångfotingar, daggmaskar och as. Ibland kompletteras födan med frön från barrträd.
Honan kan para sig upp till tre gånger per år och per kull föds vanligen omkring sju ungdjur. Ungarna blir könsmogna efter 9 till 12 månader.
Djuret jagas av ugglor och andra rovfåglar.